# 丁伟志
丁伟志（1931年1月—2024年10月15日），山东潍县（今潍坊市）人，中華人民共和國歷史學家，中国社会科学院近代史研究所研究员、中国社会科学院荣誉学部委员。曾任中国社会科学出版社总编辑、中国社会科学院副院长、中国史学会副会长。

## 生平
出生於山东潍县。1949年加入中國共產黨。1955年中央马列学院哲学专业研究生毕业，先後在中央政治研究室、马列主义研究院、河北省委组织部工作。1973年進入中国科学院近代史所參與《中国通史》的編寫工作。1975年起，陸續擔任《历史研究》副主编，《中国社会科学》杂志副总编辑、总编辑，中国社会科学出版社总编辑等職。1988年至2001年間，擔任中国社会科学院副院长。